# João Manuel
João Manuel Loureiro dos Santos (* 31. August 1967 in Moimenta da Beira; † 18. Mai 2005 in Guimarães) war ein portugiesischer Fußballspieler.
Der Bauernsohn aus dem Distrikt Viseu begann seine fußballerische Laufbahn beim Académico Viseu Futebol Club. Als Mittelfeldspieler absolvierte er seit 1988 254 Spiele in der portugiesischen Superliga. Er kam 1987 als Nachwuchsspieler zu Benfica Lissabon und war ab der Saison 1987/88 bei Académico de Viseu unter Vertrag. Seit 1992/1993 spielte João Manuel für Académica de Coimbra und wechselte ab 1995/96 zu União Desportiva de Leiria, wo er bis Juni 2004 verpflichtet war. Seit Juli 2004 gehörte er zum Kader des Moreirense FC. Nach zwei Spielen in der Saison 2004/05 wurde bei ihm am 11. September 2004 eine Erkrankung an Multipler Sklerose festgestellt, die rasch fortschritt.
Seine Erkrankung wurde in der portugiesischen Öffentlichkeit mit großer Anteilnahme verfolgt und von mehreren großen Clubs, wie Sporting Lissabon und Benfica Lissabon, wurden Spendenaktionen organisiert. Im Alter von 37 Jahren verstarb João Manuel im Hospital Nossa Senhora da Oliveira in Guimarães.

## Stationen
- 1988 bis 1992: Académico de Viseu FC
- 1992 bis 1995: Académica de Coimbra
- 1995 bis 2004: União Leiria
- 2004: Moreirense FC